# Gabriel Boric
Gabriel Boric Font (* 11. února 1986 Punta Arenas, Chile) je chilský levicový politik. Zvítězil ve druhém kole prezidentských voleb dne 19. prosince 2021. Do prezidentského úřadu byl uveden dne 11. března 2022, kdy nahradil Sebastiána Piñeru. Po svých rodičích je chorvatského a katalánského původu.